# 定行八郎
定行 八郎（さだゆき はちろう、1872年6月6日（明治5年5月1日） - 1946年（昭和21年）1月8日）は、日本の政治家。衆議院議員（1期）。

## 経歴
大分県出身。漢籍を修める。商業を営み、横山村会議員、八幡町会議員、遠賀郡会議員、八幡市商工会顧問となる。
1920年の第14回衆議院議員総選挙において福岡6区から憲政会公認で立候補して当選する。衆議院議員を1期務め、1924年の第15回衆議院議員総選挙には立候補しなかった。1946年に死去した。